# Zoothera lunulata
El zorzal lunado (Zoothera lunulata) es una especie de ave paseriforme de la familia Turdidae propia del sureste de Australia.

## Descripción
El zorzal lunado mide de 27 a 29 cm de longitud y pesa unos 100 gramos.
El color de su plumaje oscila del marrón al oliva, con un anillo ocular blanco y escamado negro en su espalda, obispillo y cabeza. Sus partes inferiores son blanquecinas, con moteado en forma de pequeñas medias lunas oscuras, y sus alas tienen una lista oscura que recorre a lo largo la zona inferior.
Se estima que su población es grande, aunque no se han hecho estudios que la determinen.

## Distribución y hábitat
Se presenta en el sureste de Australia y Tasmania. 
Su hábitat son los matorrales, bosques templados y tropicales donde se alimenta de insectos, y no migra. Aun así, se ve afectado por la destrucción de su hábitat por el ser humano, pero su distribución es tan amplia que el impacto es insignificante.

## Taxonomía
Se reconocen 3 subespecies:
- Z. l. cuneata
- Z. l. halmaturina
- Z. l. lunulata